# Kansas Speedway

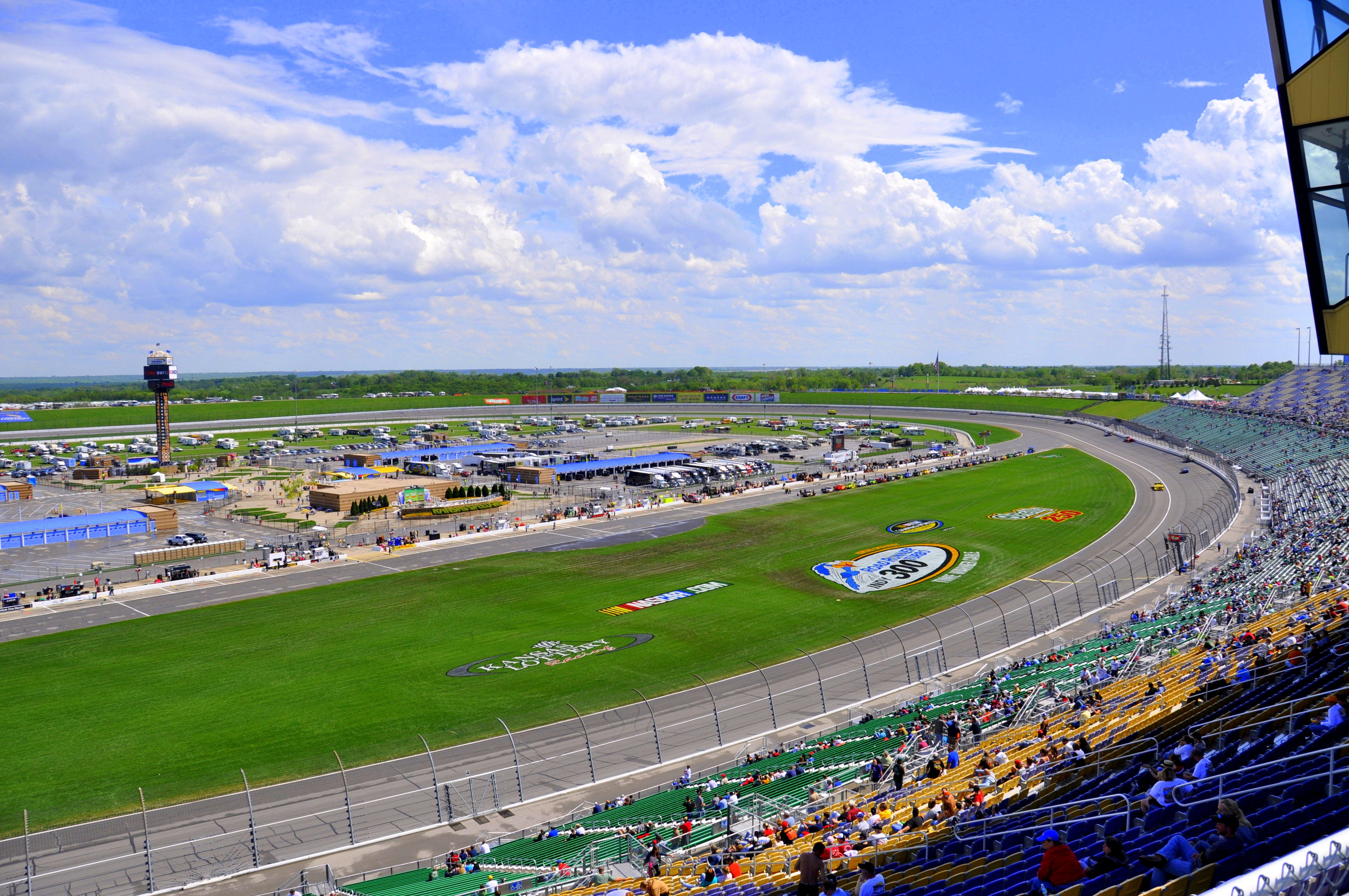
Kansas Speedway

Kansas Speedway är en 1,5 mile (2,4 km) lång trioval-bana som är belägen utanför Kansas City i USA. Banan ägs och förvaltas sedan 2019 av Nascar och är en intermediateoval med bankade kurvor, vilket gör den till en standardbana bland amerikanska ovaler. Kansas Speedway tar in 48 000 åskådare.

## Historia
Banan börjades byggas 25 maj 1999 och stod färdig 2001 till en kostnad av 224 miljoner dollar. Arkitekter för byggnationen var DLR Group och HNTB Corporation som även ritat Chicagoland Speedway. Turner Construction stod som konstruktör. År 2011 installerades belysning på Kansas Speedway och 2012 asfalterades ovalbanan om och fick då även en ny geometrisk utformning med en variabel bankning i kurvorna på 17° lutning längst ner och 20° högst upp mot muren i stället för genomgående 15° lutning som tidigare. Dessutom anlades samma år en road course på insidan av ovalbanan och ett närliggande casino utanför kurva två. Hollywood Casino i Kansas är ett samriskföretag mellan ISC och Penn National Gaming.

## Tävlingar
Efter dess öppnande har den varit en årligt återkommande bana för Nascar-serierna Nascar Cup Series, Xfinity Series och Gander Outdoors Truck Series. Nascar Cup Series körde 2001-2011 ett lopp per år, men sedan 2011 körs två deltävlingar per år på banan. År 2001-2011 kördes IndyCar Series på banan. Även ARCA Racing Series kör ett lopp per år sedan 2001.

### Tävlingar 2023
- Nascar Cup Series
  - Adventhealth 400
  - Hollywood Casino 400
- Nascar Xfinity Series
  - Kansas Lottery 300
- Nascar Craftsman Truck Series
  - Heart of America 200
  - Kansas Lottery 200
- ARCA Menards Series
  - Kansas Lottery 150